# Andreas Larsson
Peter Andreas Larsson (* 13. August 1974 in Locketorp, Gemeinde Skövde) ist ein ehemaliger schwedischer Handballspieler.

## Karriere
Andreas Larsson spielte in Schweden beim IFK Skövde HK sowie in der Handball-Bundesliga für den TuS Schutterwald, den TBV Lemgo, mit dem er 1997 den DHB-Supercup gewann, und bis 2004 für die HSG Nordhorn. Zudem lief der 1,92 Meter große Rückraumspieler für den TBV und die HSG mehrfach im EHF-Pokal auf. Er nahm in der Saison 1997/98 mit Lemgo an der EHF Champions League teil, wo man im Halbfinale gegen den späteren Titelträger FC Barcelona ausschied.
Larsson bestritt 125 Länderspiele für die schwedische Nationalmannschaft, mit der er bei den Olympischen Spielen 1996 und 2000 jeweils die Silbermedaille gewann und 1998, 2000 und 2002 Europameister wurde.